# Gorica pri Oplotnici
Gorica pri Oplotnici este o localitate din comuna Oplotnica, Slovenia, cu o populație de 211 locuitori.